# Traité du wampum à deux rangs
Le traité du wampum à deux rangs, aussi connu sous le nom de Kaswenta, est un accord historique entre la confédération iroquoise et les Pays-Bas en 1613. Ce traité est l'un des premiers exemples documentés de relations diplomatiques entre les nations autochtones et les colons européens en Amérique du Nord.

## Contexte historique
Au début du XVIIe siècle, les colons européens, principalement les Néerlandais, cherchaient à établir des relations commerciales avec les peuples autochtones de la région actuellement connue sous le nom d'État de New York. Les Haudenosaunee, une confédération de cinq nations iroquoises comprenant les Mohawks, les Oneidas, les Onondagas, les Cayugas et les Senecas, étaient parmi les peuples autochtones les plus puissants et influents de la région.

## Contenu du traité

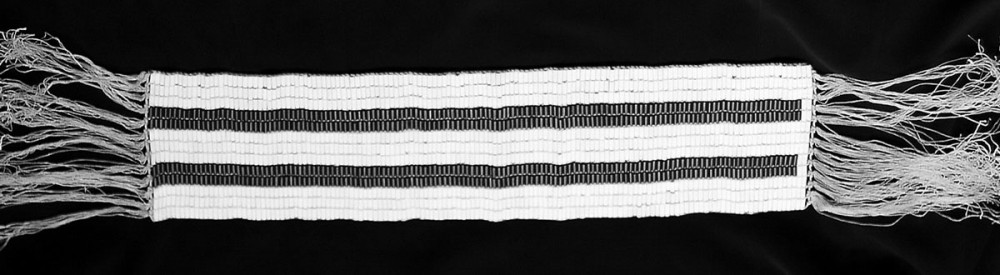
Une reproduction du wampum à deux rangs.

Le wampum à deux rangs comporte deux rangées de perles pourpres sur trois rangées de perles blanches. Ces deux rangées pourpres sont tissées côte à côte, symbolisant deux vaisseaux navigant ensemble, mais sans interférer l'un avec l'autre.

## Postérité
Bien que le Traité du wampum à deux rangs ait été conclu entre Haudenosaunee et Néerlandais en 1613, il a été repris comme modèle pour d'autres traités de nations autochtones avec les Britanniques.